# Скачков переулок
Скачко́в переулок — небольшой переулок в историческом районе Рыбацкое Невского административного района Санкт-Петербурга. Проходит от Караваевской до Тепловозной улицы.

## История
Ранее[когда?] переулок начинался от Невы. Название известно с 1908 года и происходит от фамилии владельца кирпичных заводов в селе Рыбацком Герасима Скачкова. В 1930 году переулок был назван проспектом Первого Мая, в честь Дня международной солидарности трудящихся. К концу 1980-х годов в связи с новой планировкой Рыбацкого его застроили, сохранился только небольшой нынешний отрезок. Название проспект Первого Мая перестало употребляться, 30 октября 2001 года было восстановлено название Скачков переулок.

## Транспорт
Ближайшая станция метро — «Рыбацкое».